# حمر
الحمر (به عربی: الحمر) یک منطقهٔ مسکونی در اردن است که در شهر امّان واقع شده‌است.
الحمر منطقه ای سرسبز و جنگلی در ضلع شمال غربی شهر عَمّان می باشد. همچنین قصر ها و اقامتگاه خاندان سلطنتی هاشمی در این منطقه قرار دارد.